# Михаил Сионидис
Михаил Сионидис, още Съюнидис или Сонидис (на гръцки: Μιχαήλ Σιωνίδης или Μιχάλης Σιωνίδης или Σωνίδης), e гъркомански капитан на гръцка андартска чета в Македония.

## Биография
Михаил Сионидис е роден през 1870 година в Богданци, тогава в Османската империя. Работи за гръцката въоръжена пропаганда срещу ВМОРО в района на Гърчище, Гевгели и Дойран. Първоначално е четник при капитан Георгиос Зирас, след това при капитан Емануил Кацигарас и накрая оглавява собствена чета. Михаил Сионидис напада село Марвинци в началото на 1905 година като отговор на нападение на ВМОРО над Гърчище от есента на 1904 година. В сражението е ранен и се изтегля в Гевгели на лечение. Пленен е от османците в сражение и затворен до Младотурската революция в 1908 година, когато е амнистиран.
След края на Балканската война Михаил Сионидис напуска, окупираното от Сърбия, Гърчище и се мести в Мачуково. В къщата на Сионидис крал Константинос I установява главната си квартира по време на Междусъюзническата война. Михаил Сионидис е ранен в битките при Кукуш-Лахна, а през Първата световна война участва и в битката при Яребична и действа като разузнавач в тила на българската армия в района на Струмица. За заслуги към Гърция Михаил Сионидис е награден със „Златен кръст за храброст“, „Военен кръст“ и „Възпоменателен медал на Македонската борба“. След края на войната Михаил Сионидис, като председател на местен комитет, намира в близост до Мачуково останките на 9 евзони, убити по времето на Междусъюзническата война. Мачуково е преименувано на Евзони през 1927 година, където и умира Михаил Сионидис през 1935 година.